# Murkunst (firma)
Murkunst er et hold af danske illustrationsmalere. Ledet af Michael Wisniewski. der har specialiseret sig i at male lovlig graffiti. Holdet der har mere end 20 år bag sig har udviklet nogle tekniker, hvor de ved hjælp af spraydåser frembringer billeder på store flader. Deres produktioner kan man se på mure rundt i Danmark, men også på nogle biler som kører rundt i København.